# براعم الماء

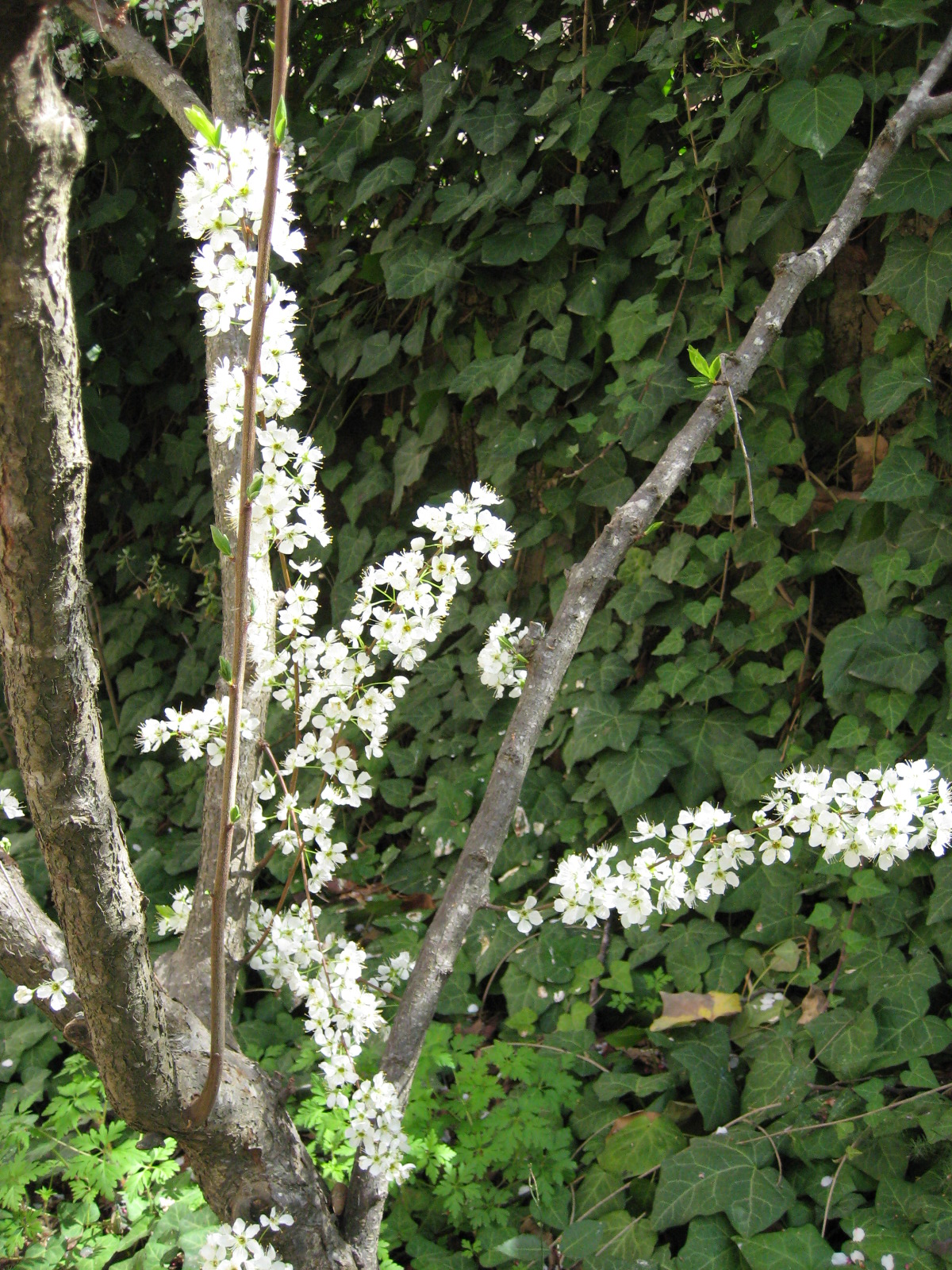
تنبت المياه العمودية على البرقوق

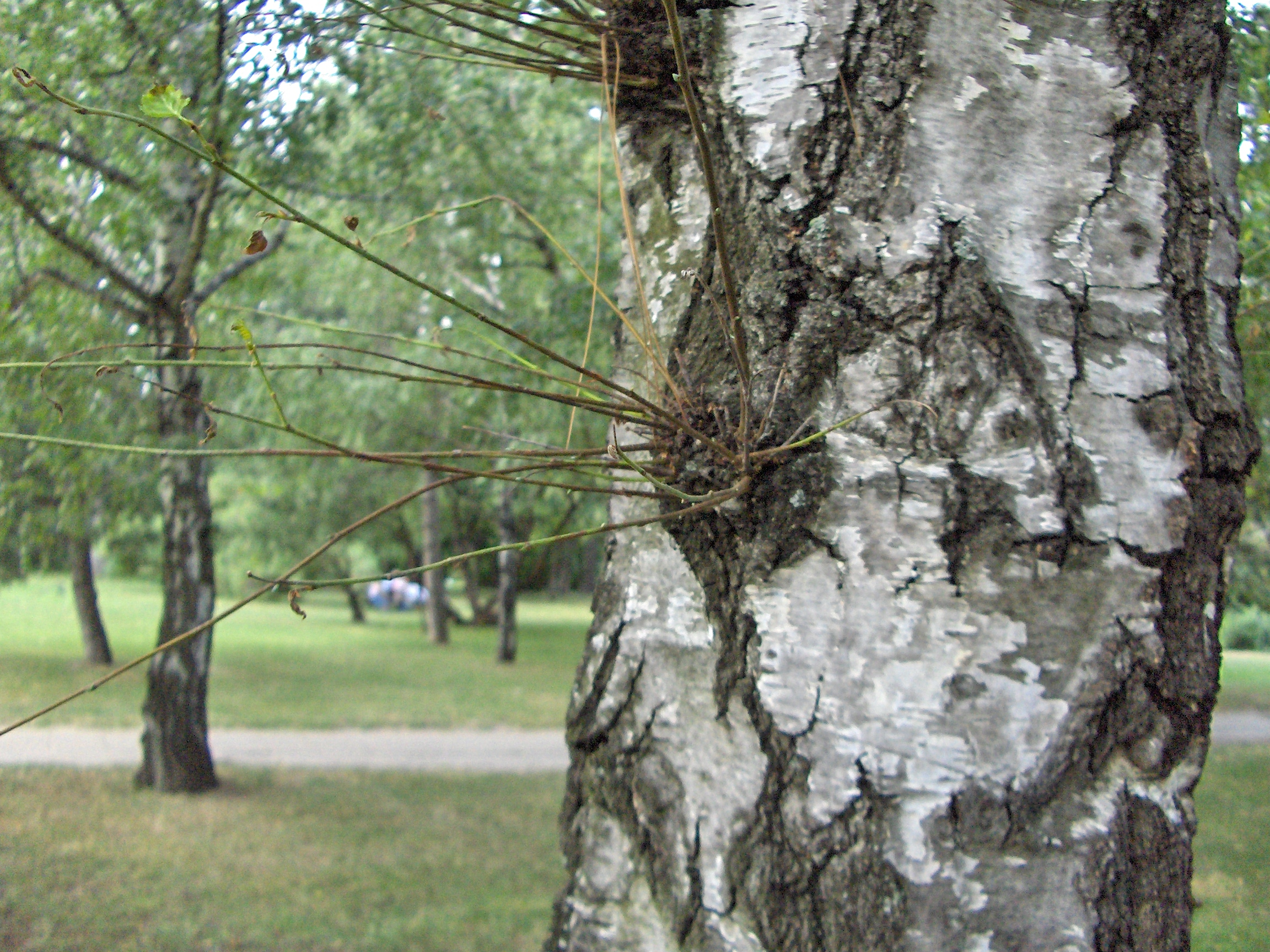
براعم الماء التي تنشأ من براعم فوقية الشكل داخل جذع برقوق

براعم الماء هي براعم تنشأ من جذع شجرة أو من فروع عمرها عدة سنوات، من براعم كامنة. قد تكون البراعم الكامنة مرئية على لحاء الشجرة، أو مغمورة تحت اللحاء على شكل براعم ملحمية. يطلق عليهم أحيانًا اسم المصاصون، على الرغم من أن هذا المصطلح ينطبق بشكل صحيح أكثر على البراعم التي تنشأ من تحت الأرض، من الجذور والمسافة من الجذع. غالبًا ما تتطور براعم المياه العمودية القوية استجابةً للتلف أو التقليم.
إن بنية إعادة نمو البرعم المائي ليست قوية مثل النمو الطبيعي للأشجار، كما أن البراعم أكثر عرضة للأمراض والآفات. يعتبر نظام مبادئ التقليم أن هذا النوع من البراعم غير مرغوب فيه على أشجار البساتين لأنه يتم إنتاج القليل جدًا من الفاكهة عليها. براعم الماء القوية مفيدة مثل السليل في التطعيم.

## أنظر أيضاً
- شكير
- تنسيغ